# Regresní terapie
Regresní terapie znamená v užším slova smyslu postup, kdy léčitelé či psychologové vedou pacienta pomocí sugesce nebo hypnózy k návratu ke vzpomínkám z jeho minulého života. Za regresní terapii lze považovat i psychoanalýzu, která umožňuje pacientovi vybavit si nepříjemné zážitky z raného mládí, které mohou být příčinou vnitřního, nevědomého konfliktu a jeho současných obtíží.
Pojem regrese v psychologii a léčitelství znamená návrat vědomí pacienta do minulosti s představou, že uvědomění si minulých nemocí nebo skutků může mít psychoterapeutický efekt, event. že lze terapeuticky pacienta v regredovaném stavu vyléčit. 

## Kritika regresní terapie
Problémem regresní terapie je navození tzv. syndromu falešné paměti. Může se tak vytvořit vzpomínka, která se nestala. Stejně tak existuje riziko, že neexistující vzpomínka může být nechtěně implementována hypnotizerem.
Regrese v obranném mechanismu je návrat k dřívějším fázím vývoje a opuštěným formám uspokojení, aby se zabránilo možnému nebezpečí nebo konfliktu v jedné z pozdějších fází.
Regresní terapii lze rozdělit na věkovou a do minulých životů, tzv. reinkarnační terapie.
Rok 1978 byl vrcholem v reinkarnační terapii se čtyřmi inovativními knihami vydanými ve stejném roce. Ve Spojených státech začali používat reinkarnační terapii při léčbě úzkostí a nočních můr a dalších obtíží.
Regresní terapie není součástí vědecké medicíny, není ani přesně definována a používá se v několika různých souvislostech. Všechny varianty regresní terapie vycházejí z mylného předpokladu, že možnost regrese existuje. Biologické procesy, jak fyzikální, biochemické, tak i psychické, jsou však jednosměrné a není tedy možné, aby probíhaly zpětně. Plynulá regrese neexistuje.